# 55-й меридіан західної довготи
55-й меридіан західної довготи — лінія довготи, що лежить на 55 градусів західніше Гринвіцького меридіана. Вона проходить від Північного полюса через Північний Льодовитий океан, Північну Америку, Атлантичний океан, Південну Америку, Південний океан та Антарктиду до Південного полюса.
55-й меридіан західної довготи формує велике коло разом із 125-тим меридіаном східної довготи.

## Список географічних об'єктів, що перетинає 55° зх. д.
Починаючи на Північному полюсі та рухаючись до Південного полюса, 55-й меридіан західної довготи проходить через:
| Координати                                                 | Країна, територія або море   | Примітки                                                                               |
| ---------------------------------------------------------- | ---------------------------- | -------------------------------------------------------------------------------------- |
| 90°0′ пн. ш. 55°0′ зх. д. / 90.000° пн. ш. 55.000° зх. д.  | Північний Льодовитий океан   |                                                                                        |
| 83°36′ пн. ш. 55°0′ зх. д. / 83.600° пн. ш. 55.000° зх. д. | Море Лінкольна               |                                                                                        |
| 82°20′ пн. ш. 55°0′ зх. д. / 82.333° пн. ш. 55.000° зх. д. | Гренландія                   | Проходить через Землю Ньєбо[en]                                                        |
| 71°26′ пн. ш. 55°0′ зх. д. / 71.433° пн. ш. 55.000° зх. д. | Море Баффіна                 |                                                                                        |
| 70°29′ пн. ш. 55°0′ зх. д. / 70.483° пн. ш. 55.000° зх. д. | Гренландія                   | Проходить через острів Кекертарсуаціак[en]                                             |
| 70°24′ пн. ш. 55°0′ зх. д. / 70.400° пн. ш. 55.000° зх. д. | Море Баффіна                 |                                                                                        |
| 70°0′ пн. ш. 55°0′ зх. д. / 70.000° пн. ш. 55.000° зх. д.  | Дейвісова протока            | Проходить західніше острова Діско, Гренландія                                          |
| 60°0′ пн. ш. 55°0′ зх. д. / 60.000° пн. ш. 55.000° зх. д.  | Атлантичний океан            | Море Лабрадор Нотр-Дам[en]                                                             |
| 49°33′ пн. ш. 55°0′ зх. д. / 49.550° пн. ш. 55.000° зх. д. | Канада                       | Ньюфаундленд і Лабрадор — проходить через острови Експлойтс та острів Ньюфаундленд     |
| 47°25′ пн. ш. 55°0′ зх. д. / 47.417° пн. ш. 55.000° зх. д. | Затока Фортуни[en]           |                                                                                        |
| 47°30′ пн. ш. 55°0′ зх. д. / 47.500° пн. ш. 55.000° зх. д. | Канада                       | Ньюфаундленд і Лабрадор — проходить через півострів Б'юрін[en] на острові Ньюфаундленд |
| 47°17′ пн. ш. 55°0′ зх. д. / 47.283° пн. ш. 55.000° зх. д. | Атлантичний океан            |                                                                                        |
| 6°0′ пн. ш. 55°0′ зх. д. / 6.000° пн. ш. 55.000° зх. д.    | Суринам                      | Проходить східніше Парамарибо                                                          |
| 2°35′ пн. ш. 55°0′ зх. д. / 2.583° пн. ш. 55.000° зх. д.   | Бразилія                     | Пара Мату-Гросу Мату-Гросу-ду-Сул                                                      |
| 23°57′ пд. ш. 55°0′ зх. д. / 23.950° пд. ш. 55.000° зх. д. | Парагвай                     |                                                                                        |
| 26°47′ пд. ш. 55°0′ зх. д. / 26.783° пд. ш. 55.000° зх. д. | Аргентина                    |                                                                                        |
| 27°47′ пд. ш. 55°0′ зх. д. / 27.783° пд. ш. 55.000° зх. д. | Бразилія                     | Ріу-Гранді-ду-Сул                                                                      |
| 31°18′ пд. ш. 55°0′ зх. д. / 31.300° пд. ш. 55.000° зх. д. | Уругвай                      |                                                                                        |
| 34°55′ пд. ш. 55°0′ зх. д. / 34.917° пд. ш. 55.000° зх. д. | Атлантичний океан            |                                                                                        |
| 60°0′ пд. ш. 55°0′ зх. д. / 60.000° пд. ш. 55.000° зх. д.  | Південний океан              |                                                                                        |
| 61°2′ пд. ш. 55°0′ зх. д. / 61.033° пд. ш. 55.000° зх. д.  | Південні Шетландські острови | Проходить через острів Елефант — претендують Аргентина, Чилі та Велика Британія        |
| 61°8′ пд. ш. 55°0′ зх. д. / 61.133° пд. ш. 55.000° зх. д.  | Південний океан              | Проходить східніше острова Жуанвіль                                                    |
| 76°30′ пд. ш. 55°0′ зх. д. / 76.500° пд. ш. 55.000° зх. д. | Антарктида                   | Проходить через територію, на яку претендують Аргентина, Чилі та Велика Британія       |